# Nouans
Nouans ist eine französische Gemeinde mit 255 Einwohnern (Stand: 1. Januar 2022) im Département Sarthe in der Region Pays de la Loire; sie gehört zum Arrondissement Mamers und zum Kanton Mamers. Die Einwohner werden Nouantais genannt.

## Geographie
Nouans liegt etwa 29 Kilometer nordnordöstlich von Le Mans am Flüsschen Bandelée (auch Gandelée genannt). Umgeben wird Nouans von den Nachbargemeinden René im Norden, Dangeul im Osten, Congé-sur-Orne im Süden und Südosten, Lucé-sous-Ballon im Süden und Südwesten sowie Meurcé im Westen.

## Bevölkerungsentwicklung
| 1962                      | 1968 | 1975 | 1982 | 1990 | 1999 | 2006 | 2013 |
| ------------------------- | ---- | ---- | ---- | ---- | ---- | ---- | ---- |
| 393                       | 351  | 300  | 267  | 250  | 250  | 260  | 284  |
| Quelle: Cassini und INSEE |      |      |      |      |      |      |      |

## Sehenswürdigkeiten

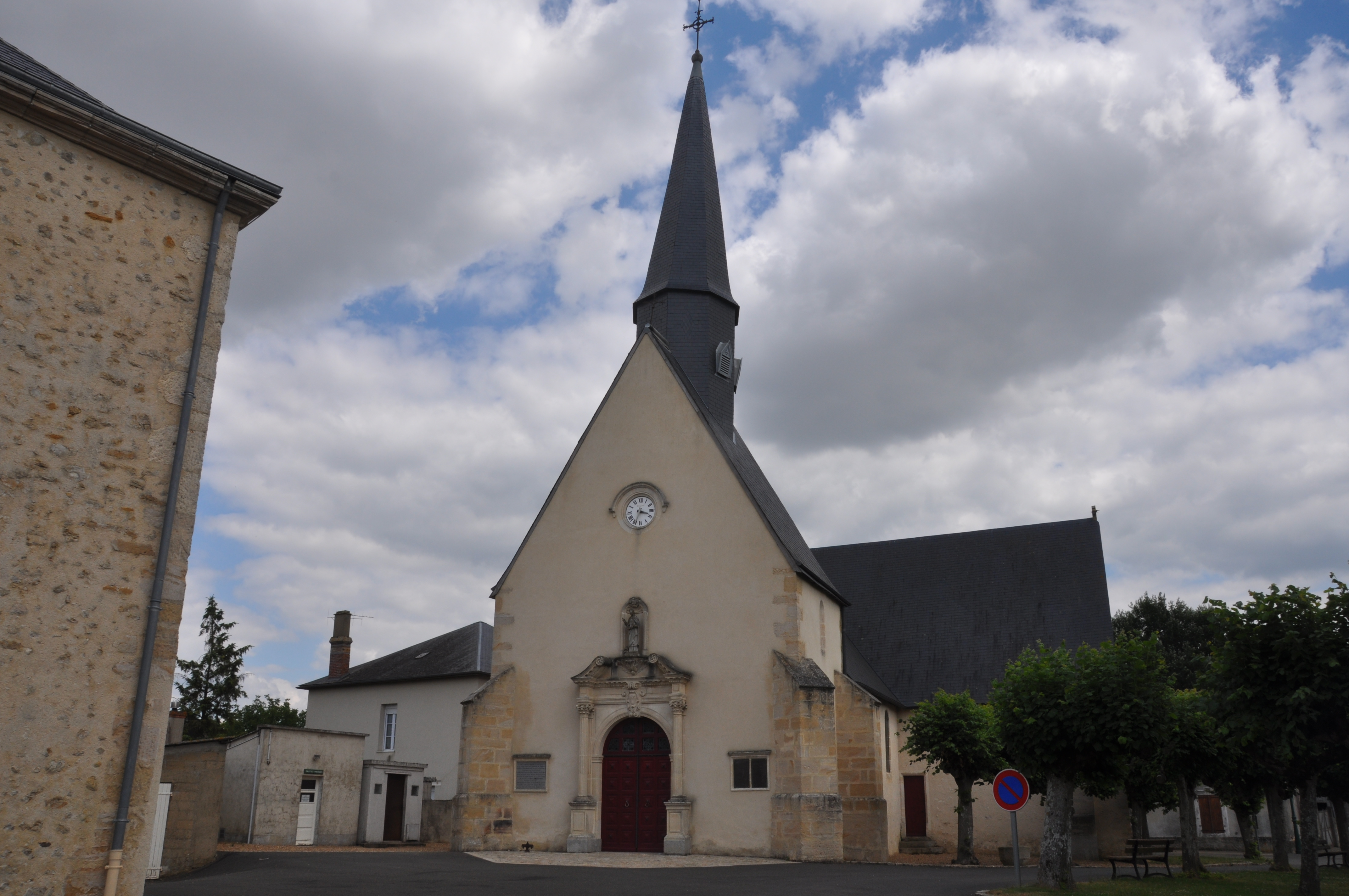
Kirche Saint-Martin

- Kirche Saint-Martin